# Bach (Musikerfamilie)

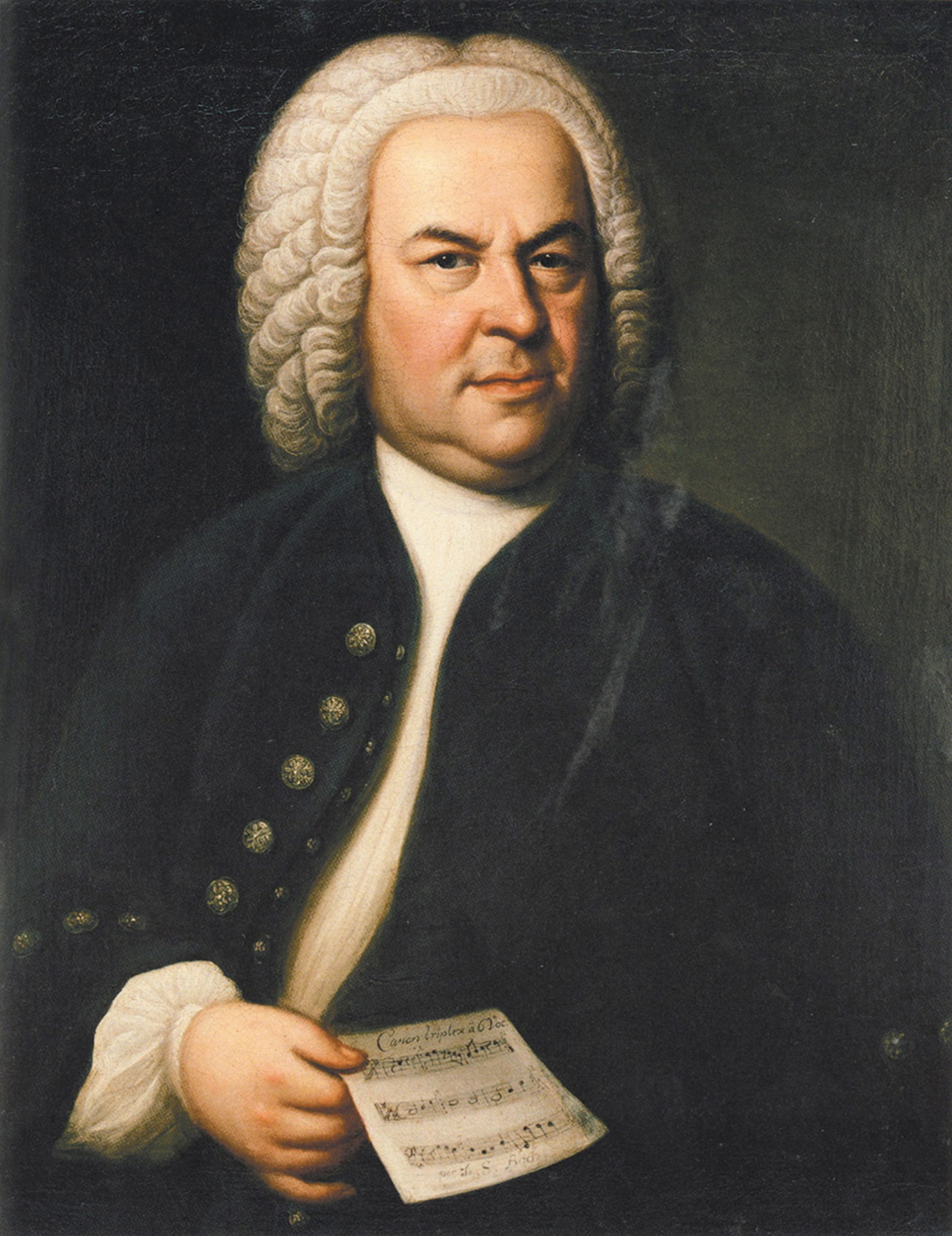
Johann Sebastian Bach

Als Familie Bach wird ein weit verzweigtes Geschlecht bezeichnet, aus dem von der zweiten Hälfte des 16. Jahrhunderts bis zur Mitte des 19. Jahrhunderts in Mitteldeutschland zahlreiche männliche Stadtmusiker, Organisten und Komponisten entstammten. Der bekannteste und einflussreichste unter ihnen war Johann Sebastian Bach.
Man unterscheidet für diese Künstlerfamilie die vier Hauptlinien, die im Laufe der Generationen mehrere Zweige bildeten:
- Erfurter Linie
  - Amerikanischer Zweig
- Fränkische Linie
  - Ohrdrufer Zweig
- Arnstädter Linie
- Meininger Linie

Die männlichen Mitglieder der Familie Bach beherrschten in Erfurt über ein ganzes Jahrhundert das musikalische Leben derart, dass noch 1793 alle Stadtpfeifer „Bache“ genannt wurden, obwohl längst keiner dieses Namens mehr unter ihnen lebte. Allein in den Kirchenbüchern der Kaufmannskirche sind über 60 Kindtaufen, Hochzeiten und Begräbnisse der Familie registriert.

## Stammliste
1. Veit Bach (um 1555–1619), Bäcker, Müller und Amateurmusiker in Wechmar – Stammvater der Musikerfamilie
  1. Johann(es) „Hans“ Bach I (um 1580–1626), Stadtpfeifer, ⚭ Anna, geborene Schmied
    1. Johann(es) „Hans“ Bach III (1604–1673), Komponist und Organist sowie Stadtpfeifer, ⚭ I.: Barbara, geborene Hoffmann; ⚭ II.: 1637 Hedwig, geborene Lämmerhirt. – Erfurter Linie
      1. Johann Christian Bach (1640–1682), Stadtmusikdirektor, ⚭ I.: Anna Margaretha, geborene Schmidt; ⚭ II.: Dorothea, geborene Peter
        1. Johann Christoph Bach IV (1673–1727), Kantor, Organist und Komponist
          1. Johann Samuel Bach (1694–1720), Hofmusiker und Lehrer
          2. Johann Christian Bach II (1696–), Hofmusiker

      2. Johann Aegidius Bach I (1645–1716), Bratschist und Altist sowie Direktor der Ratsmusik, ⚭ I.: Maria Susanna, geborene Schmidt; ⚭ II.: Judith Katharina, geborene Syring
        1. Johann Bernhard Bach I (1676–1749), Cembalist, Organist und Komponist, ⚭ Johanna Sophia, geborene Siefer
          1. Johann Ernst Bach (1722–1777), Komponist und Organist, ⚭ Florentina Katharina, geborene Malsch
            1. Johann Georg Bach I (1751–1797), Hof- und Stadtorganist sowie Hofadvokat und Kastenverwalter, ⚭ Johanna Elisabeth, geborene Langius

        2. Johann Christoph Bach VI (1685–1740), Stadtmusikdirektor, ⚭ I.: Katharina, geborene Schilling (oder Schelle), verwitwete Adlung; ⚭ II.: 1719 Rebecca Regine, geborene Werner
          1. Johann Friedrich Bach II (1706–1743), Kantor, ⚭ Eleonore Maria, geborene Langula;
            1. Johann Christoph Bach IX (1736–1808), Chormusiker, ⚭ N.N.
              1. Johann Friedrich Nikolaus Bach (1761–1829), Musiker, ⚭ N.N. – seine Nachkommen wanderten 1848 nach Amerika aus[2]
                1. Johann Christoph Bach X (1802–vor 1848 in Batavia/New York), Farmer und Singmeister, ⚭ Eva Elisabeth, geborene Scharf
                2. Johann Karl Friedrich (Charles Frederik Bach, 1808–1876), Farmer, ⚭ Susanne Katharina, geborene Güldner
                  1. Johann August Reinhold Bach und Familie Johann August Reinhold Bach (1835–1914), Farmer, Zimmermann, Instrumentenbauer und Musiker, ⚭ Catharina Barbara, geborene Bauer
                    1. Charles August Bach (1862–1938), 1898 Gründer eines Orchesters in Brookings, ⚭ Cora Irma, geborene Cranston
                    2. Reynold Henry Bach (1868–1923), Juwelier und Orgelhändler, 1892: Bach Music Compagnie, Bürgermeister in Ottawa (Minnesota), ⚭ Jessie F., geborene Newsalt
                    3. Adolph Matthias Bach (1879–1977), Pianist und Querflötist, 1892: Bach Music Compagnie, Bürgermeister in Rochester (Minnesota), ⚭ Ethel Mae, geborene Becklinger
                      1. Philip Frederik Bach (1928–2008), Pianist, Organist, Klavier- und Orgelbauer[3], ⚭ Shirley, geborene Horner

      3. Johann Nicolaus Bach I (1653–1682), Ratsmusiker

    2. Christoph Bach (1613–1661), Stadtpfeifer, „Gräflicher Hof- und Stadtmusikus“, ⚭ Magdalena, geborene Grabler – Fränkische Linie
      1. Georg Christoph Bach (1642–1697), Komponist und Organist, ⚭ Anna Juditha, geborene Prötzeln
        1. Johann Valentin Bach (1669–1720), Organist und Stadtpfeifer, ⚭ Anna Christiana, geborene Gottbehüt
          1. Johann Lorenz Bach (1695–1773), Komponist und Organist, ⚭ Catharina, geborene Froembes
          2. Johann Elias Bach (1705–1755), Komponist und Kantor, ⚭ I.: Johanna Rosina, geborene Fritsch; ⚭ II.: 1746 Anna Maria, geborene Hüller

      2. Johann Christoph Bach II (1645–1693), Geiger und Hofmusikus, ⚭ Martha Elisabeth, geborene Eisentraut
        1. Johann Ernst Bach (1683–1739), Organist, ⚭ I.: Anna Helena Margaretha, geborene Wirth; ⚭ II.: Magdalena Christiana, geborene Schober
        2. Johann Christoph Bach VII (1689–1740), ⚭ Sophie Elenore, geborene Rosenberger

      3. Johann Ambrosius Bach Johann Ambrosius Bach (1645–1695), Stadtpfeifer, ⚭ Elisabeth Lemmerhirt
        1. Johann Christoph Bach III (1671–1721), Organist, ⚭ Johanna Dorothea, geborene vom Hof – Ohrdrufer Zweig
          1. Tobias Friedrich Bach (1695–1768), Organist und Hofkantor, ⚭ Susanna Elisabeth, geborene Wölkner
          2. Johann Bernhard Bach II (1700–1743), Organist und Komponist, ⚭ Anna Christina, geborene Roth
          3. Johann Christoph Bach VIII (1702–1756), Lehrer und Kantor, ⚭ Johanna Christine Sophie, geborene Meyer
            1. Ernst Carl Gottfried Bach (1738–1801), ⚭ Elisabeth Magdalena, geborene Wolf
              1. Ernst Carl Christian Bach (1785–1859), evangelischer Geistlicher und Lehrer, ⚭ Sophie Charlotte, geborene Bach, Enkelin von Johann Christoph Bach VIII (Cousinenheirat)

          4. Johann Heinrich Bach (1707–1783), Lehrer und Organist, ⚭ I.: Maria Susanne, geborene Renner; ⚭ II.: 1749 Marie Christiane, geborene Brinkmann
          5. Johann Andreas Bach (1713–1779), Hautboist und Organist 
            1. Johann Christoph Georg Bach (1747–1814), Organist

        2. Johann Jacob Bach (1682–1722), Oboist, ⚭ I.: Susanna Maria, geborene Gaast; ⚭ II.: Ingeborg Magdalena, geborene Norel
        3. Johann Sebastian Bach und seine Söhne Carl Philipp Emanuel, Johann Christian, Wilhelm Friedemann, Johann Christoph Friedrich Johann Sebastian Bach (1685–1750), Komponist, Cembalist und Organist, ⚭ I.: Maria Barbara Bach (1684–1720), Cousine 2. Grades; ⚭ II.: 1721 Anna Magdalena, geborene Wilcke (1701–1760)
          1. Wilhelm Friedemann Bach (1710–1784), Komponist, ⚭ Dorothea Elisabeth, geborene Georg – (Dresdener Bach oder Hallescher Bach)
          2. Carl Philipp Emanuel Bach (1714–1788), Komponist und Pianist, ⚭ Johanna Maria, geborene Dannemann – (Hamburger Bach oder Berliner Bach)
            1. Johann Sebastian Bach d. J. (1748–1778), Zeichner und Maler

          3. Johann Gottfried Bernhard Bach (1715–1739), Organist
          4. Gottfried Heinrich Bach (1724–1763), Musiker
          5. Johann Christoph Friedrich Bach (1732–1795), Komponist und Hofmusiker, ⚭ Lucia Elisabeth, geborene Münchhausen – (Bückeburger Bach)
            1. Wilhelm Friedrich Ernst Bach Wilhelm Friedrich Ernst Bach (1759–1845), Komponist und Cembalist sowie Hofkapellmeister, ⚭ I.: Charlotte Philippina Henrietta, geborene Elerdt; ⚭ II.: Wilhelmine Susanne, geborene Albrecht – der sogenannte „Mindener Bach“

          6. Johann Christian Bach (1735–1782), Komponist und Organist, ⚭ Cecilia Grassi – der sogenannte „Mailänder Bach“ oder „Londoner Bach“

    3. Heinrich Bach I (1615–1692), Organist, ⚭ Eva, geborene Hoffmann – die sogenannte Arnstädter Linie
      1. Johann Christoph Bach I (1642–1703), Komponist, ⚭ Maria Elisabeth, geborene Wedemann
        1. Johann Nikolaus Bach II (1669–1753), Komponist und Organist, ⚭ I.: Anna Amalia, geborene Baurath; ⚭ II.: 1713 Anna Sibilla, geborene Lange
        2. Johann Christoph Bach V (1676–1740), ⚭ Anna, geborene Menck
        3. Johann Friedrich Bach I (1682–1730), Organist, ⚭ I.: Martha Marie, geborene Schröter verwitwete Holtz; ⚭ II.: Anna Sidonia, geborene Mehlbach

      2. Johann Michael Bach (1648–1694), Kantor und Organist, ⚭ Catharina, geborene Wedemann – (Gehrener Bach)
        1. Maria Barbara Bach (1684–1720) – verheiratet mit Johann Sebastian Bach (1685–1750)

      3. Johann Günther Bach I (1653–1683), Organist, ⚭ Anna Margarethe, geborene Keul

  2. Philippus „Lips“ Bach (um 1580–1620) – Meininger Linie
    1. Wendel Bach (1617–1682), Bauer in Wolfsbehringen
      1. Jacob Bach (1655–1718), Kantor, ⚭ I.: Anna Marthe, geborene Schmidt; ⚭ II.: 1677 Dorothea Katharina, geborene Herwig; ⚭ III.: 1698 Christiane Regina, geborene Vogeler – der sogenannte „Ruhlaer Bach“
        1. Johann Ludwig Bach (1677–1731), Komponist und Kapellmeister, ⚭ Susanna Maria, geborene Rust – (Meininger Bach)
          1. Samuel Anton Bach (1713–1781), Rechtswissenschaftler und Maler
          2. Gottlieb Friedrich Bach (1714–1785), Hofmaler und Hoforganist, ⚭ Juliane Friederike Charlotte, geborene Anthing
            1. Johann Philipp Bach Johann Philipp Bach (1752–1846), Hoforganist und Hofcembalist sowie Porträtmaler, ⚭ I.: Amalie, geborene Briegleb; ⚭ II.: Johanna Rosine, geborene Frankenberg
              1. Friedrich Carl Eduard Bach (1815–1903), Oberförster, ⚭ Alma Wilhelmina, geborene Hilpert
                1. Karl Bernhard Paul Bach (1878–1968), Musiker
                  1. Annalies Bach (1912–2008), ⚭ Rudolf Ortner, Bauhaus-Architekt

        2. Nicolaus Ephraim Bach (1690–1760), Organist und Vikar, ⚭ I.: Dorothee Eleonore, geborene Stahl; ⚭ II.: Sophia Friederica, geborene Haberstroh – (Gandersheimer Bach)
        3. Georg Michael Bach (1703–1771), Kantor, ⚭ Clara Elisabeth, geborene Schleyer
          1. Johann Christian Bach IV (1743–1814), Pianist – (Hallesche Clavier-Bach)

  3. Andreas Bach (1587–1637), Stadtrat in Themar
    1. Johann Bach IV (1621–1686), Pfarrer
      1. Johann Stephan Bach (1665–1717), Musiker und Dichter, ⚭ I.: Dorothea, geborene Schulze; ⚭ II.: 1701 Dorothea Catharina, geborene Schaffeldt
        1. Johann Albrecht (1703–1782), Vikar und Präzentor
2. Caspar Bach I (1570–1640), Stadtpfeifer, ⚭ Katharina N.N.
  1. Caspar Bach II (um 1600–), Cembalist

## Primärquellen
- Johann Sebastian Bach: Ursprung der musicalisch-bachischen Familie. 1735. In: Bach-Dokumente. Band 1: Werner Neumann, Hans-Joachim Schulze (Hrsg.): Schriftstücke von der Hand J. S. Bachs. 2. Auflage. Bärenreiter, Kassel 2012, ISBN 978-3-7618-0025-6, S. 255–267 (Original verschollen, mit Ergänzungen von Carl Philipp Emanuel Bach).[4]